# Classe Okean (Garde-côtes)
Pour les articles homonymes, voir Classe Okean.
La Classe Okean est une classe de patrouilleur des Garde-côtes de Russie.